# Ligne Akō
La ligne Akō (赤穂線, Akō-sen) est une ligne ferroviaire japonaise exploitée par la West Japan Railway Company (JR West). Cette ligne relie Aioi à Okayama. La ligne commence par une bifurcation de la ligne principale Sanyō en gare d'Aioi. La ligne est à nouveau connectée à la ligne principale Sanyō à partir de la gare de Higashi-Okayama. La ligne dans sa grande majorité, longe la mer intérieure de Seto. De la gare d'Aioi à la gare de Banshū-Akō, la ligne fait partie du réseau urbain du Kinki. Au-delà, jusqu'à Higashi-Okayama, elle fait partie de la section JR West d'Okayama.

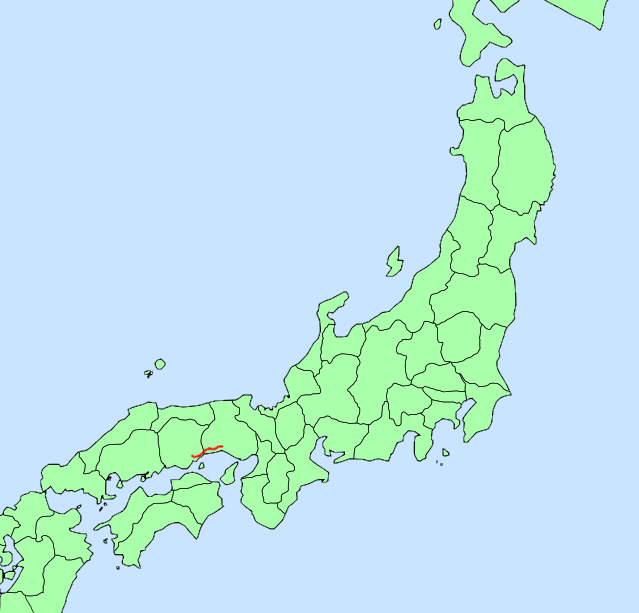
Carte de la ligne Akō.

## Description
D'une longueur de 57,4 km, la ligne comporte 19 gares (incluant les gares de départ et d'arrivée de la ligne), avec une distance moyenne de 3,18 km entre chaque gare. La vitesse d'exploitation maximum est de 95 km/h entre Aioi et Banshū-Akō et entre Osafune et Higashi-Okayama. Entre Banshū-Akō et Osafune, la vitesse est limitée à 85 km/h.
Depuis le 26 mars 2016,
La section JR West d'Okayama utilise un système de clarification de ses lignes prenant modèle sur celui du réseau urbain du Kinki et d'Hiroshima, afin de faciliter le déplacement des étrangers visitant le Japon ou pour les personnes peu habitués à l’utilisation des lignes de trains.
La ligne Akō est représentée par le symbole A entre Aioi et Banshū-Akō,. Entre Banshū-Akō et Higashi-Okayama la ligne est représentée par le symbole N,. Dans certaines sections de la ligne, la carte ICOCA peut être utilisée. Entre Aioi et Banshū-Akō et entre Osafune et Higashi-Okayama la carte est utilisable,, mais entre Banshū-Akō et Osafune, son utilisation n'est pas possible.

## Histoire
À la suite du 86e amendement sur la loi des constructions de lignes, il a été planifié de construire une ligne de dérivation pour compenser la capacité de transport de la ligne Sanyō. Ainsi en décembre 1951, la ligne fut ouverte entre Aoi et Banshū-Akō. En 1956, la ligne s’étend jusqu'à Hinase. En 1958, jusqu'à Imbe. Enfin en 1962, la ligne atteint Higashi-Okayama. La ligne ne commencera à être électrifiée qu'en 1961 et le sera complètement 8 ans plus tard, en 1969. En 2002 pour fêter le 40e anniversaire de la ligne, un rame série KiHa 20 datant de 1957 fut remise en service sur la ligne, le temps des célébrations.

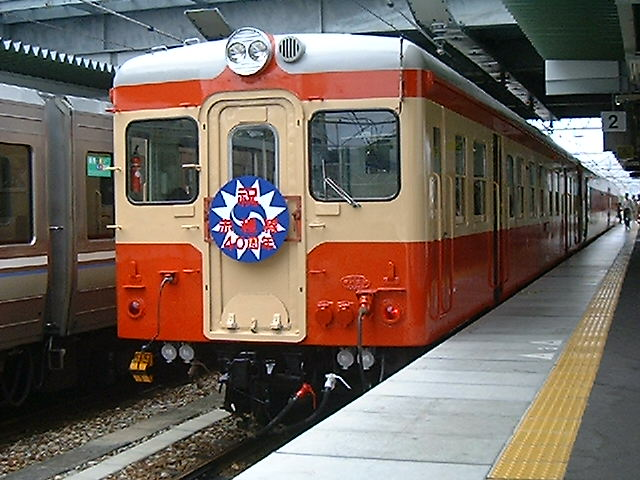
Rame KiHa 20 décorée pour les 40 ans de la ligne
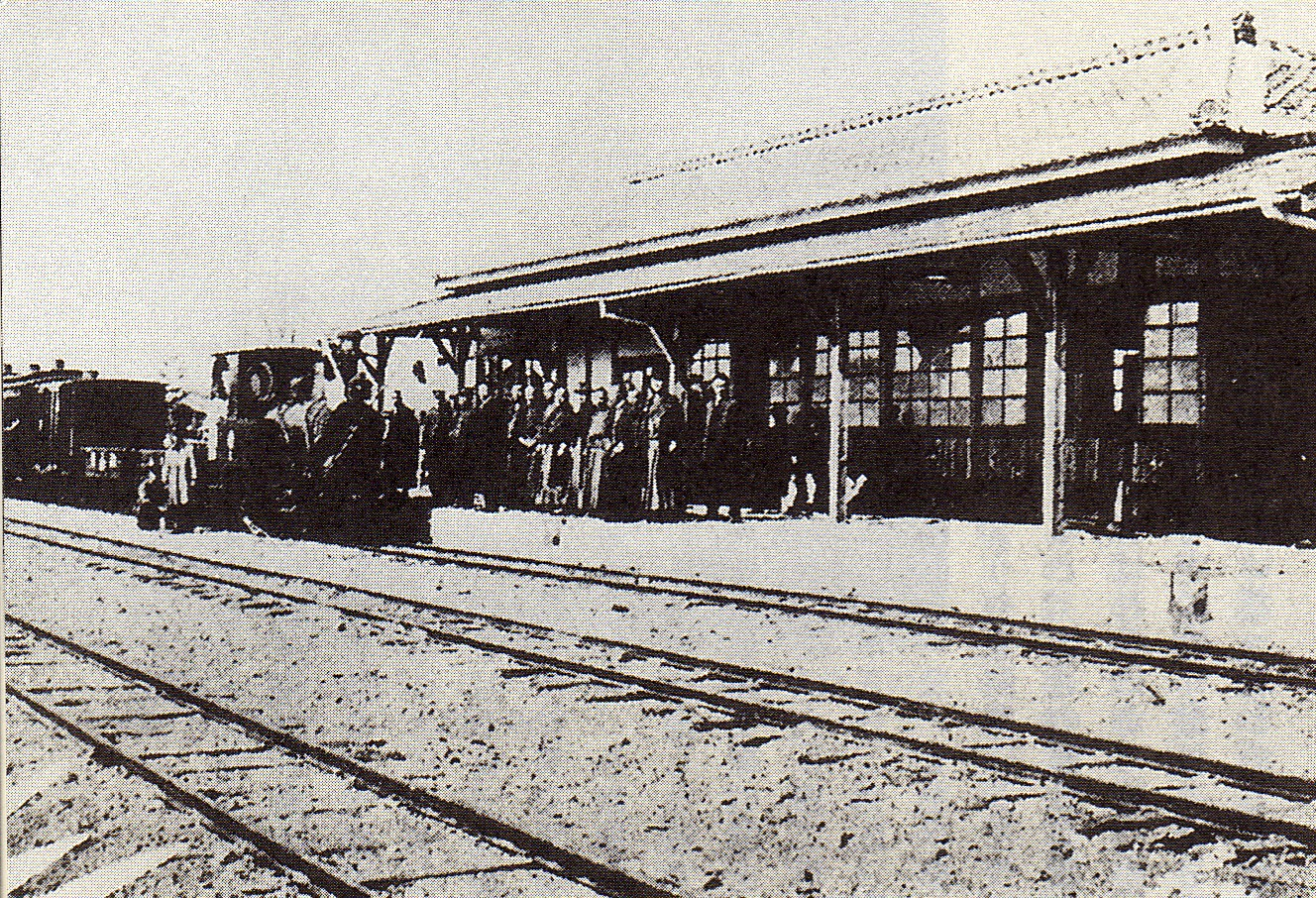
Cérémonie d'ouverture dans l'ancienne gare de Banshū-Akō par la compagnie ferroviaire Akō, le 14 avril 1921

## Types de service
Si les Special Rapid Service en provenance de Kyoto, Kobe arrivent jusqu'à Banshū-Akō, après, il ne s'agit que de train local s’arrêtant à toutes les gares.
| Banshū-Akō | Hinase | Inbe | Osafune | Saidaiji | Higashi-Okayama |
| ---------- | ------ | ---- | ------- | -------- | --------------- |
| -          | 15     | 32   | 42      | 55       | 64              |

## Liste des gares

### Section Himeji - Aioi - Banshū-Akō
| Nom de la ligne officielle | Gare             | Gare            | Distance en km    | Distance en km                            | Correspondance | Localisation | Localisation |       |
| Nom de la ligne officielle | Nom de la Gare   | Nom en japonais | Entre chaque gare | Depuis Aioi                               | Correspondance | Préfecture   | Ville        | Ville |
| -------------------------- | ---------------- | --------------- | ----------------- | ----------------------------------------- | --- | ------------ | ------------ | ----- |
| Ligne principale Sanyō     | Himeji           | 姫路駅          | -                 | 20,7                                      | JR West - Ligne Shinkansen Sanyō - A Ligne Sanyō (Direction Aioi) - J Ligne Bantan - K Ligne Kishin Sanyo - Ligne principale Sanyō (À partir de la gare de Sanyo Himeji: SY 43) | Hyōgo        | Himeji       |       |
| Ligne principale Sanyō     | Agaho            | 英賀保駅        | 4,6               | 16,1                                      | | Hyōgo        | Himeji       |       |
| Ligne principale Sanyō     | Harima-Katsuhara | はりま勝原駅    | 2,8               | 13,3                                      | | Hyōgo        | Himeji       |       |
| Ligne principale Sanyō     | Aboshi           | 網干駅          | 2,9               | 10,4                                      | | Hyōgo        | Himeji       |       |
| Ligne principale Sanyō     | Tatsuno          | 竜野駅          | 5,9               | 4,5                                       | | Hyōgo        | Tatsuno      |       |
| Ligne principale Sanyō     | Aioi             | 相生駅          | 4,5               | 0                                         | JR West - Ligne Shinkansen Sanyō - A Ligne Sanyō (Direction Kamigōri) | Hyōgo        | Aioi         |       |
| Ligne Akō                  | Aioi             | 相生駅          | 4,5               | 0                                         | JR West - Ligne Shinkansen Sanyō - A Ligne Sanyō (Direction Kamigōri) | Hyōgo        | Aioi         |       |
| Nishi-Aioi                 | 西相生駅         | 3,0             | 3,0               |                                           | | Hyōgo        | Aioi         |       |
| Sakoshi                    | 坂越駅           | 4,8             | 7,8               |                                           | Akō | Hyōgo        |              |       |
| Banshū-Akō                 | 播州赤穂駅       | 2,7             | 10,5              | JR West - N Ligne Akō (Direction Okayama) | Akō | Hyōgo        |              |       |

### Section Banshū-Akō - Higashi-Okayama - Okayama
| Nom de la ligne officielle | Gare            | Gare            | Distance en km    | Distance en km | Correspondance                           | Localisation | Localisation         | Localisation         |
| Nom de la ligne officielle | Nom de la Gare  | Nom en japonais | Entre chaque gare | Depuis Aioi | Correspondance                           | Préfecture   | Ville Arrondissement | Ville Arrondissement |
| -------------------------- | --------------- | --------------- | ----------------- | --- | ---------------------------------------- | ------------ | -------------------- | -------------------- |
| Ligne Akō                  | Banshū-Akō      | 播州赤穂駅      | -                 | 10,5 | JR West - A Ligne Akō (Direction Aioi)   | Hyōgo        | Akō                  | Akō                  |
| Ligne Akō                  | Tenwa           | 天和駅          | 4                 | 14,5 |                                          | Hyōgo        | Akō                  | Akō                  |
| Ligne Akō                  | Bizen-Fukukawa  | 備前福河駅      | 1,9               | 16,4 |                                          | Hyōgo        | Akō                  | Akō                  |
| Ligne Akō                  | Sōgo            | 寒河            | 3,2               | 19,6 |                                          | Okayama      | Bizen                | Bizen                |
| Ligne Akō                  | Hinase          | 日生            | 2,5               | 22,1 |                                          | Okayama      | Bizen                | Bizen                |
| Ligne Akō                  | Iri             | 伊里            | 5,6               | 27,7 |                                          | Okayama      | Bizen                | Bizen                |
| Ligne Akō                  | Bizen-Katakami  | 備前片上        | 3,3               | 31,0 |                                          | Okayama      | Bizen                | Bizen                |
| Ligne Akō                  | Nishi-Katakami  | 西片上          | 1,3               | 32,3 |                                          | Okayama      | Bizen                | Bizen                |
| Ligne Akō                  | Inbe            | 伊部            | 2,2               | 34,5 |                                          | Okayama      | Bizen                | Bizen                |
| Ligne Akō                  | Kagato          | 香登            | 4,0               | 38,5 |                                          | Okayama      | Bizen                | Bizen                |
| Ligne Akō                  | Osafune         | 長船            | 3,8               | 42,3 |                                          | Okayama      | Setouchi             | Setouchi             |
| Ligne Akō                  | Oku             | 邑久            | 3,6               | 45,9 |                                          | Okayama      | Setouchi             | Setouchi             |
| Ligne Akō                  | Ōdomi           | 大富            | 2,1               | 48,0 |                                          | Okayama      | Setouchi             | Setouchi             |
| Ligne Akō                  | Saidaiji        | 西大寺          | 3,2               | 51,2 |                                          | Okayama      | Okayama              | Higashi              |
| Ligne Akō                  | Ōdara           | 大多羅          | 2,9               | 54,1 |                                          | Okayama      | Okayama              | Higashi              |
| Ligne Akō                  | Higashi-Okayama | 東岡山          | 3,3               | 57,4 | JR West - S Ligne Sanyō (Direction Seto) | Okayama      | Okayama              | Naka                 |
| Ligne principale Sanyō     | Higashi-Okayama | 東岡山          | 3,3               | 57,4 | JR West - S Ligne Sanyō (Direction Seto) | Okayama      | Okayama              | Naka                 |
| Takashima                  | 東岡山          | 2,8             | 60,2              | |                                          | Okayama      | Okayama              | Naka                 |
| Nishigawara                | 西川原          | 1,9             | 62,1              | |                                          | Okayama      | Okayama              | Naka                 |
| Okayama                    | 岡山駅          | 2,6             | 64,7              | JR West - Ligne Shinkansen Sanyō - W Ligne Sanyō (Direction Fukuyama) - V Ligne Hakubi - L Ligne Uno - M Ligne Seto-Ōhashi - T Ligne Tsuyama - U Ligne Kibi Tramway d'Okayama - Ligne Higashiyama | Kita                                     | Okayama      | Okayama              |                      |

## Matériel roulant

### En service

#### Électrique

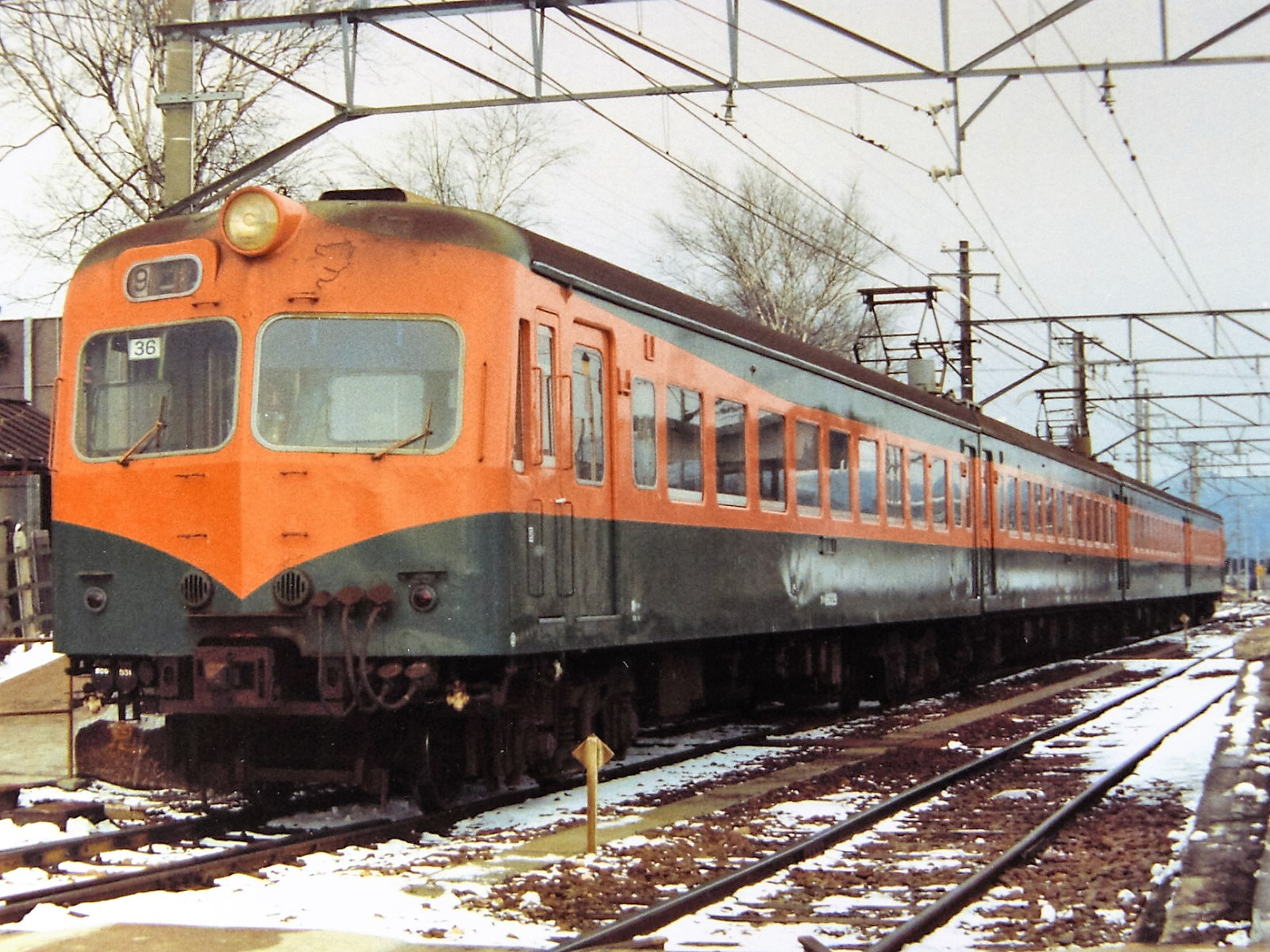
série 80
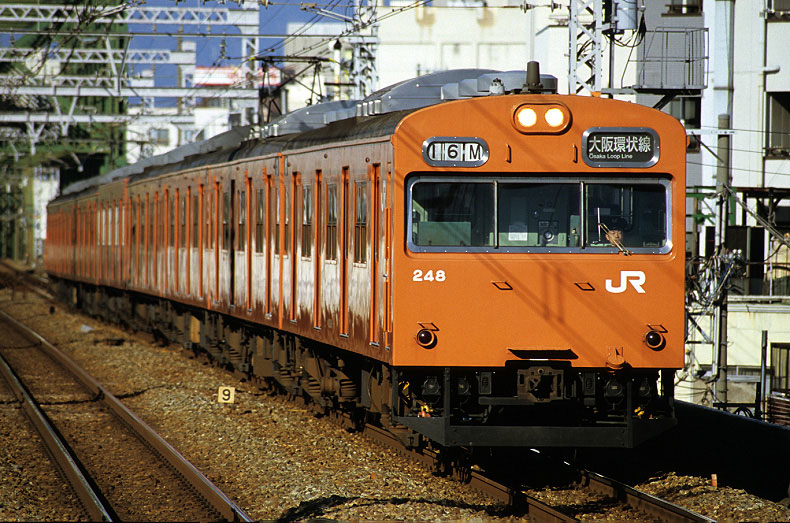
série 103
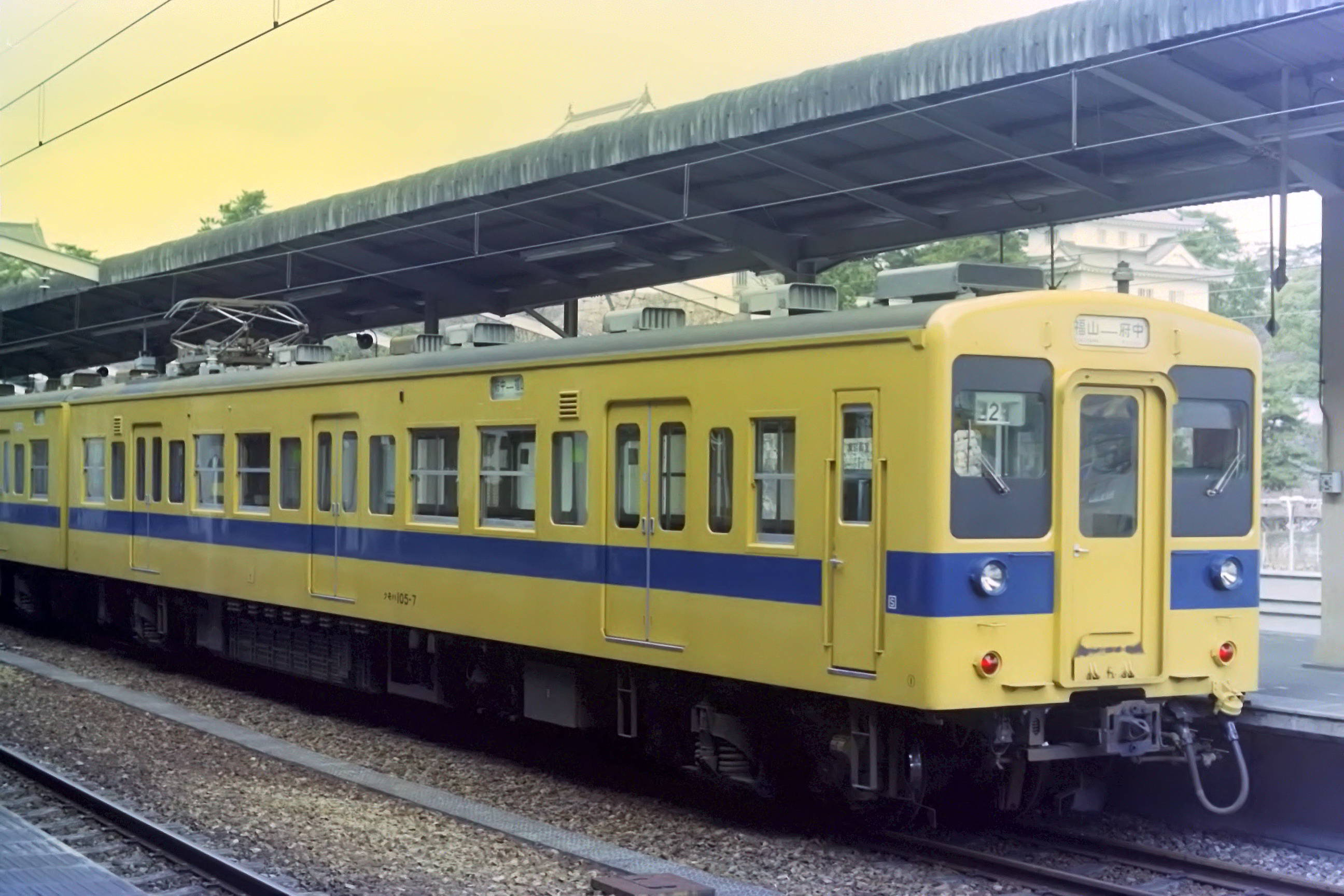
série 105
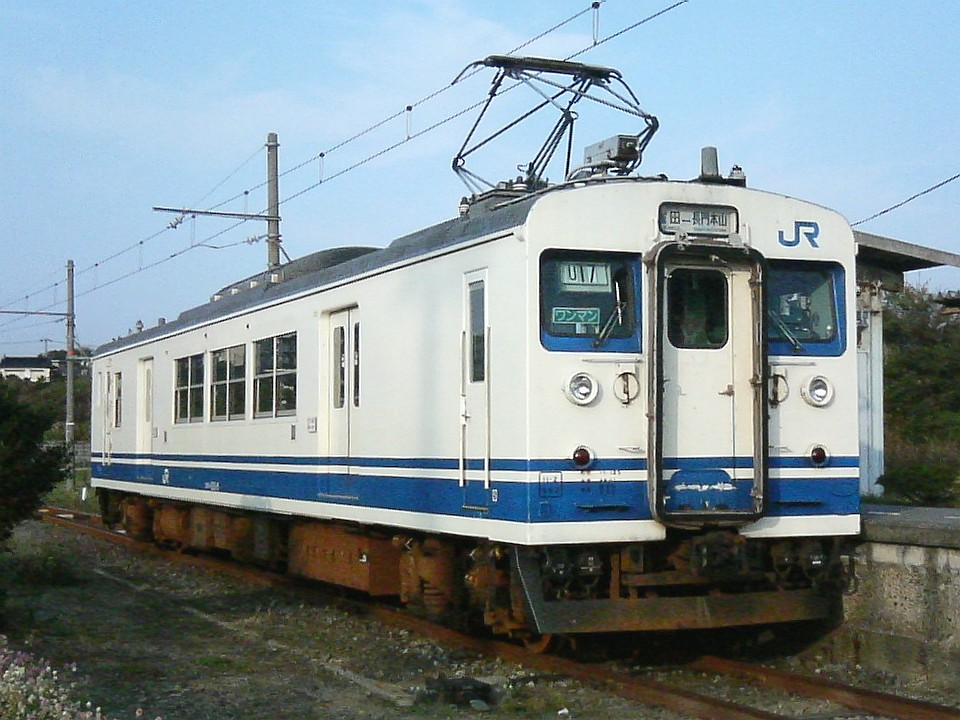
série 123
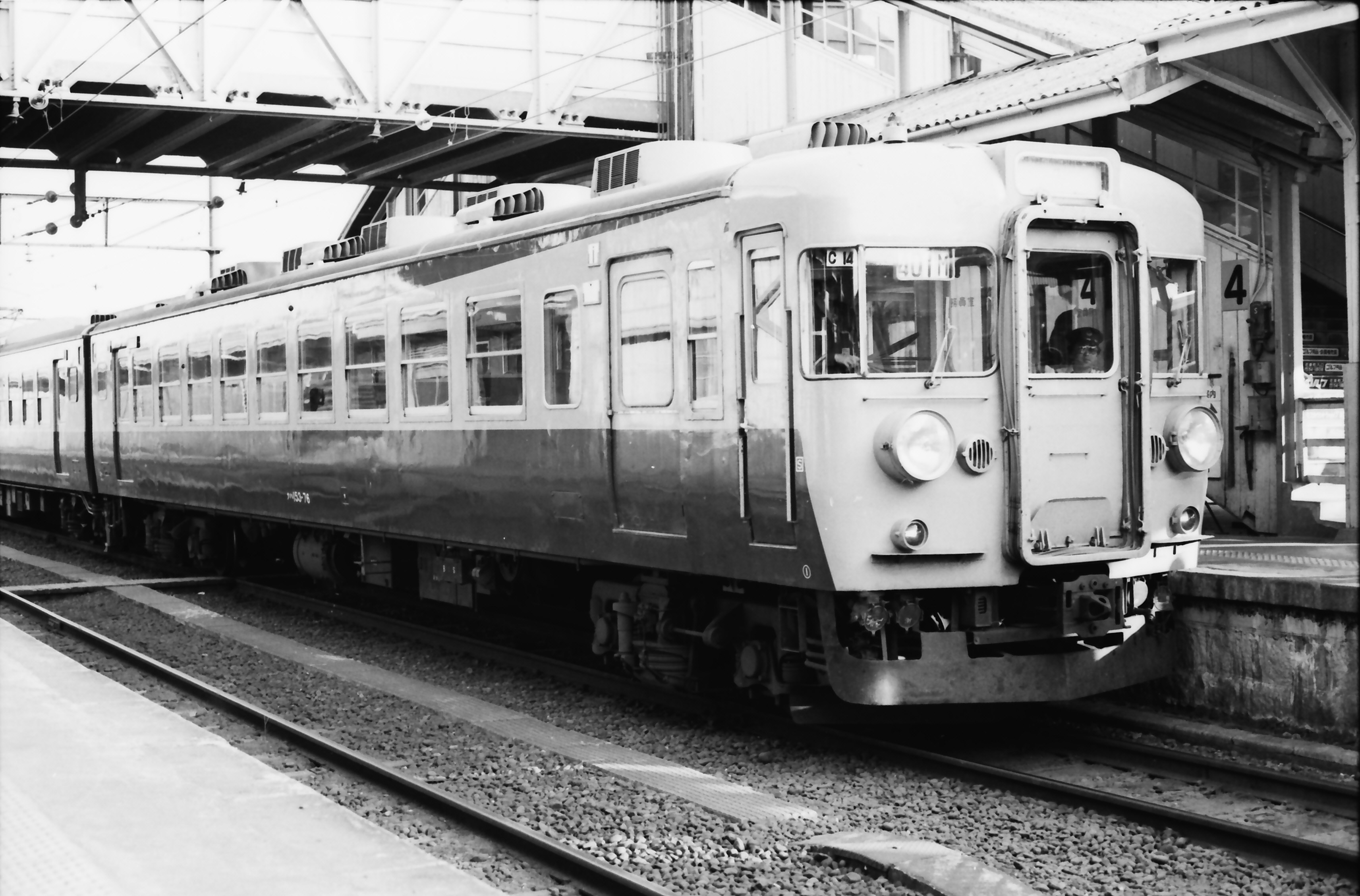
série 153
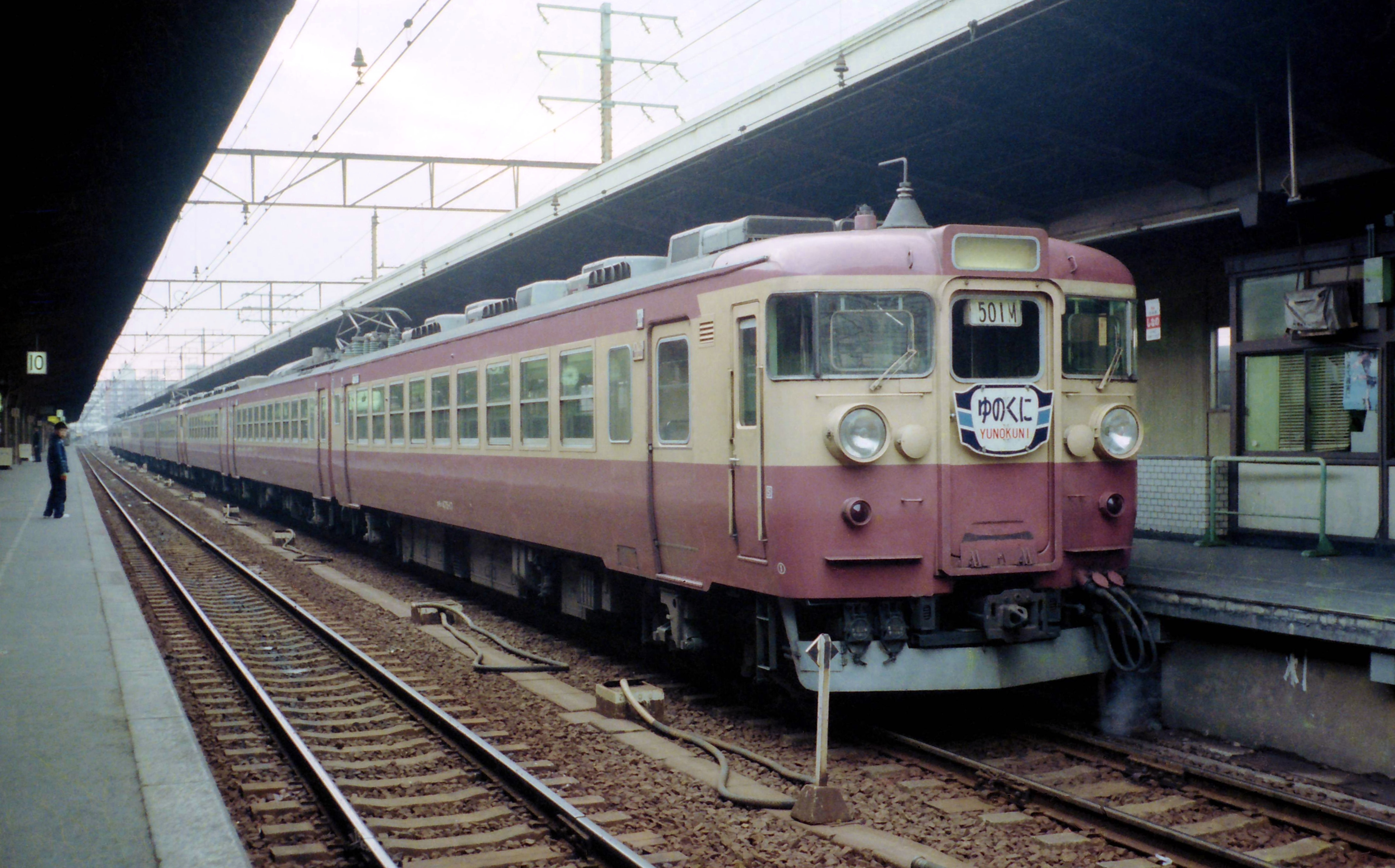
série 475/457

Les séries 115 à 213 ne roulent que sur la section Banshū-Akō - Higashi-Okayama et les séries 221, 223, 225 que sur la section Aioi - Banshū-Akō. Seuls les trains de série 113 roulent sur toute la ligne.

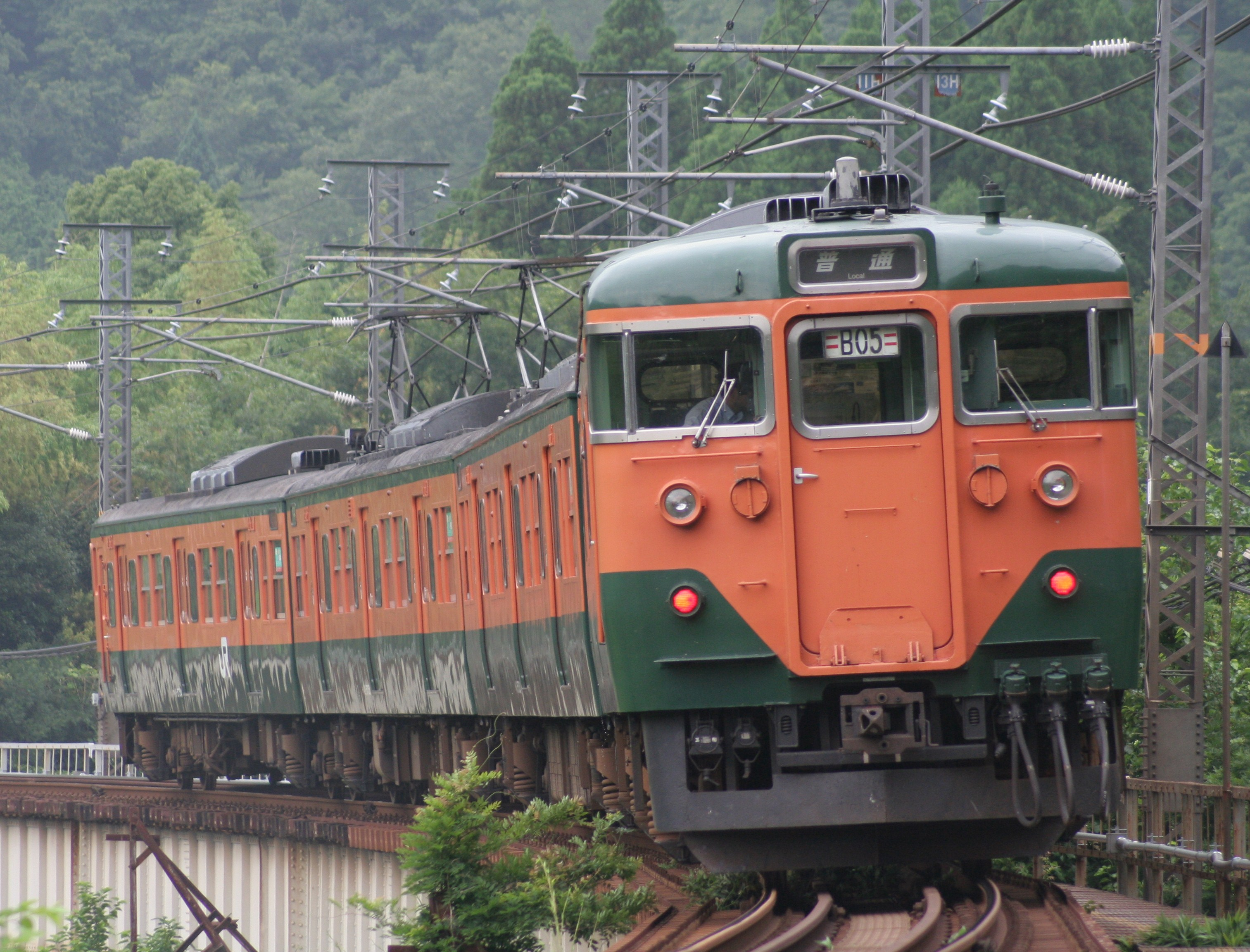
série 113
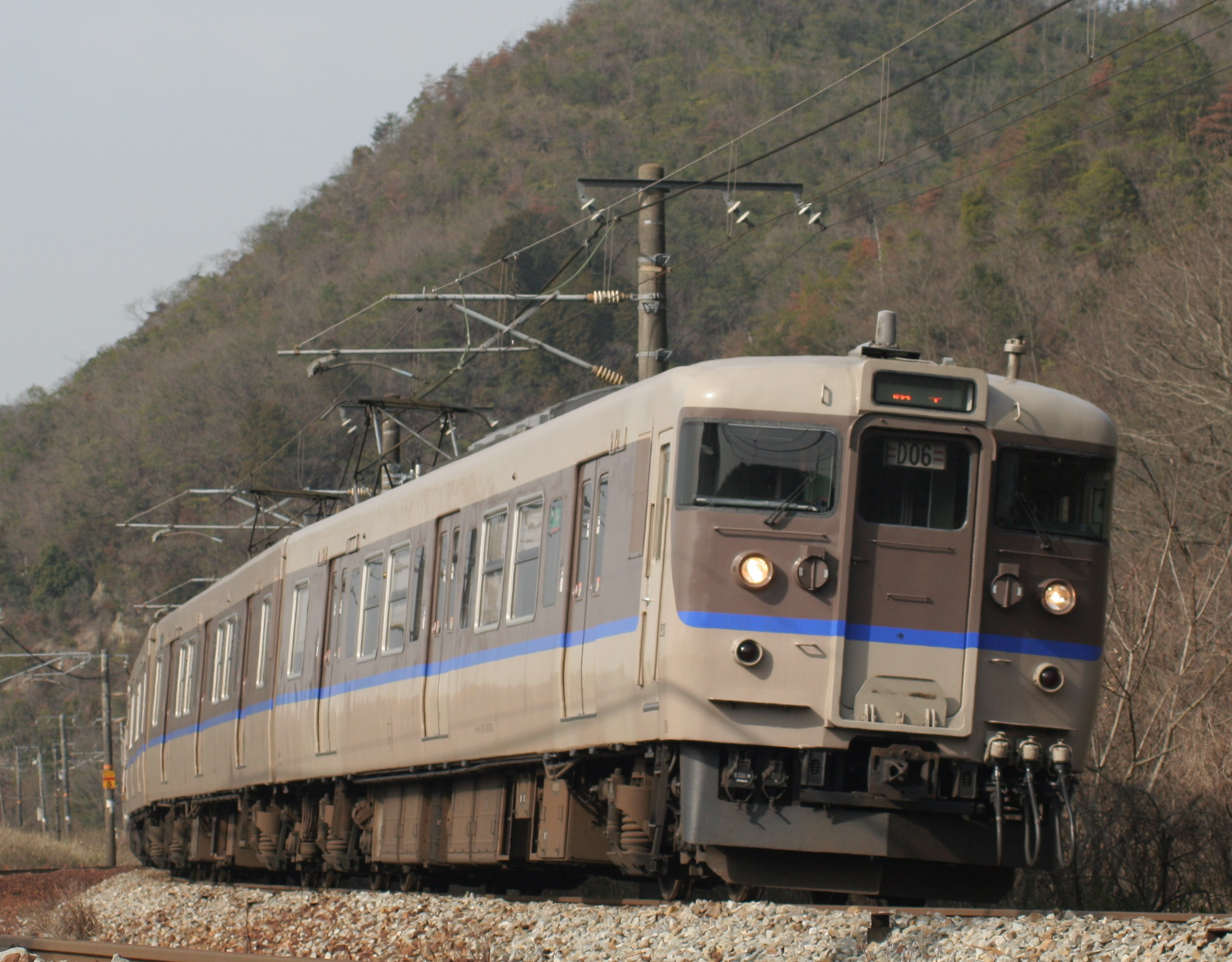
série 115
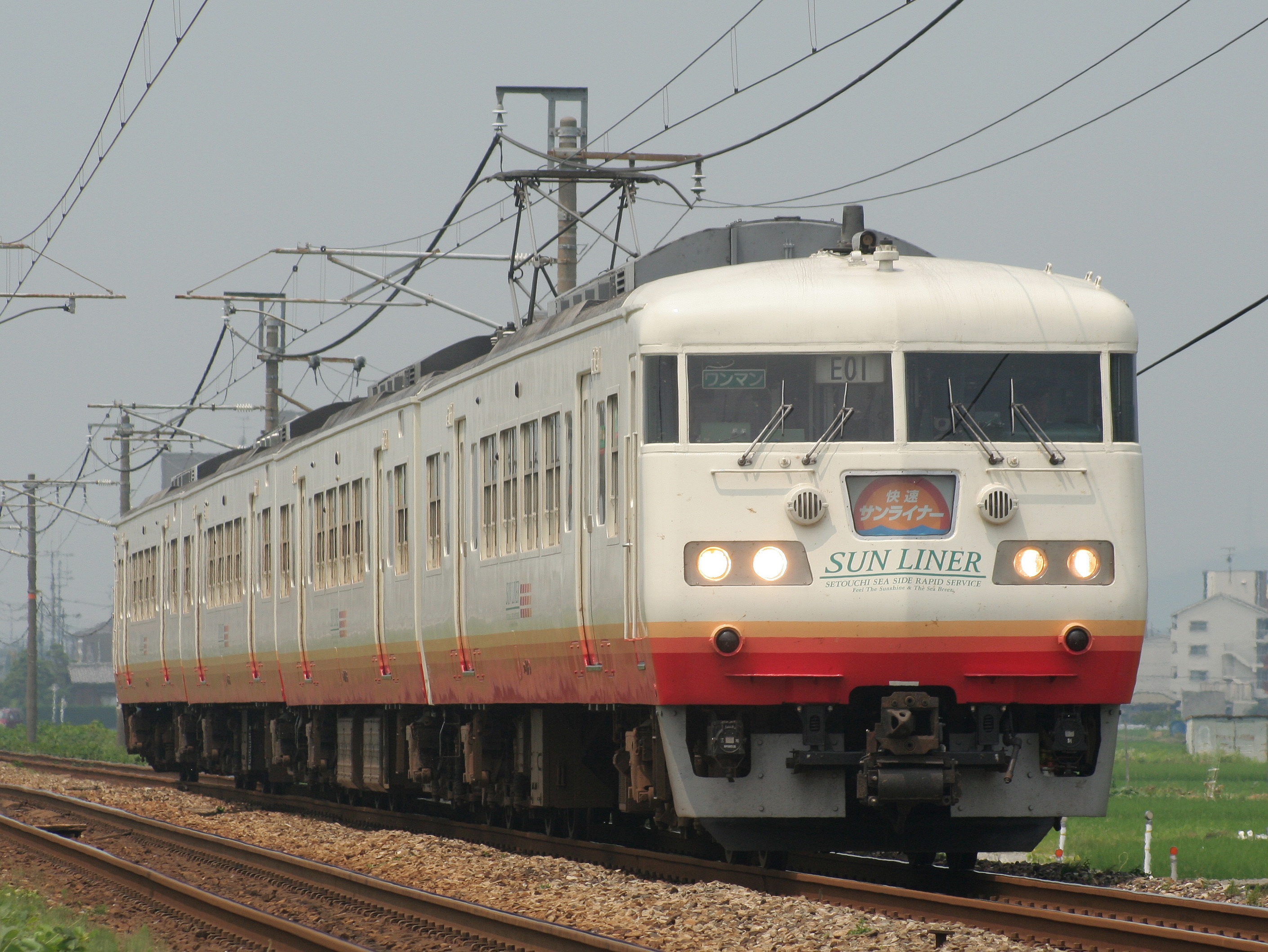
série 117
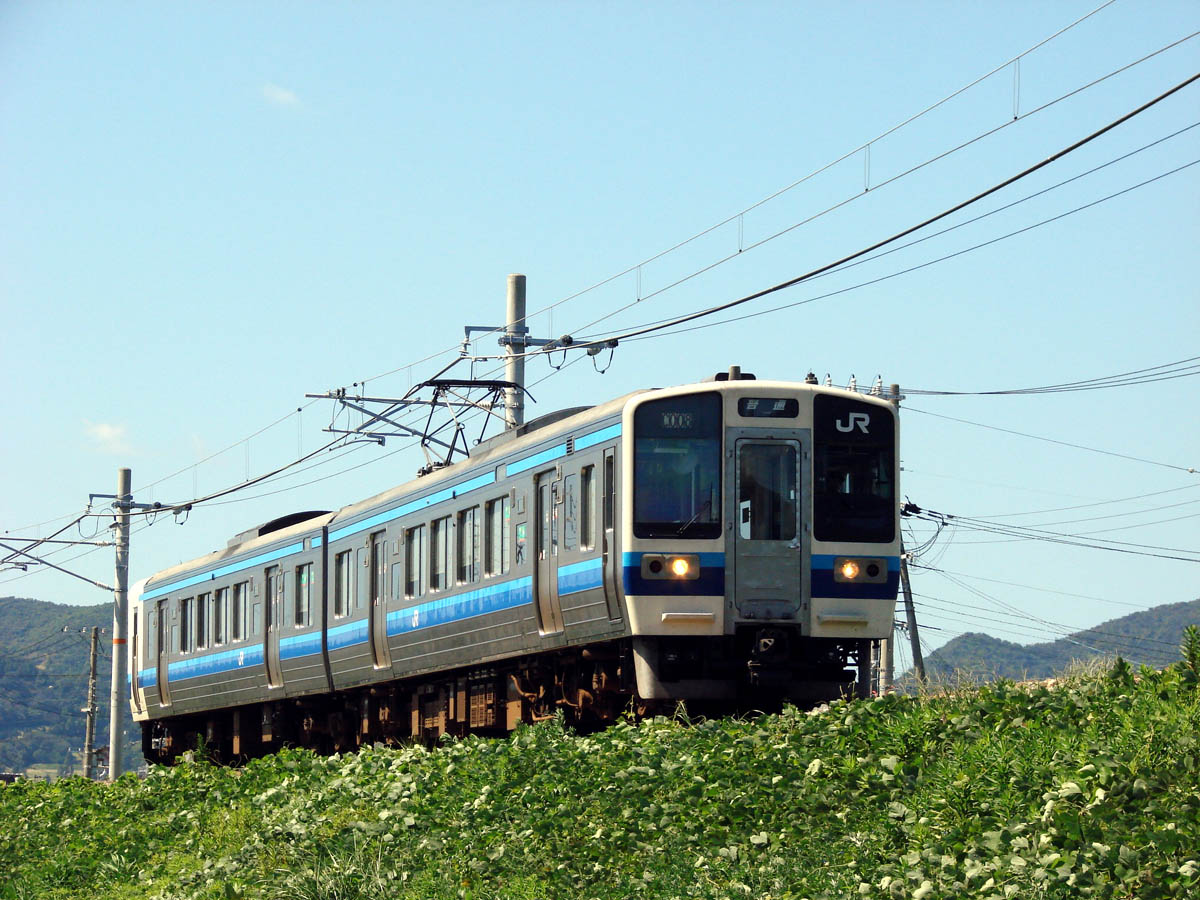
série 213
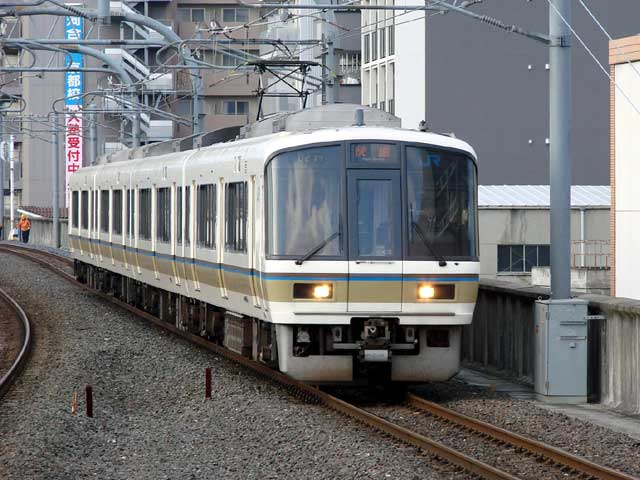
série 221
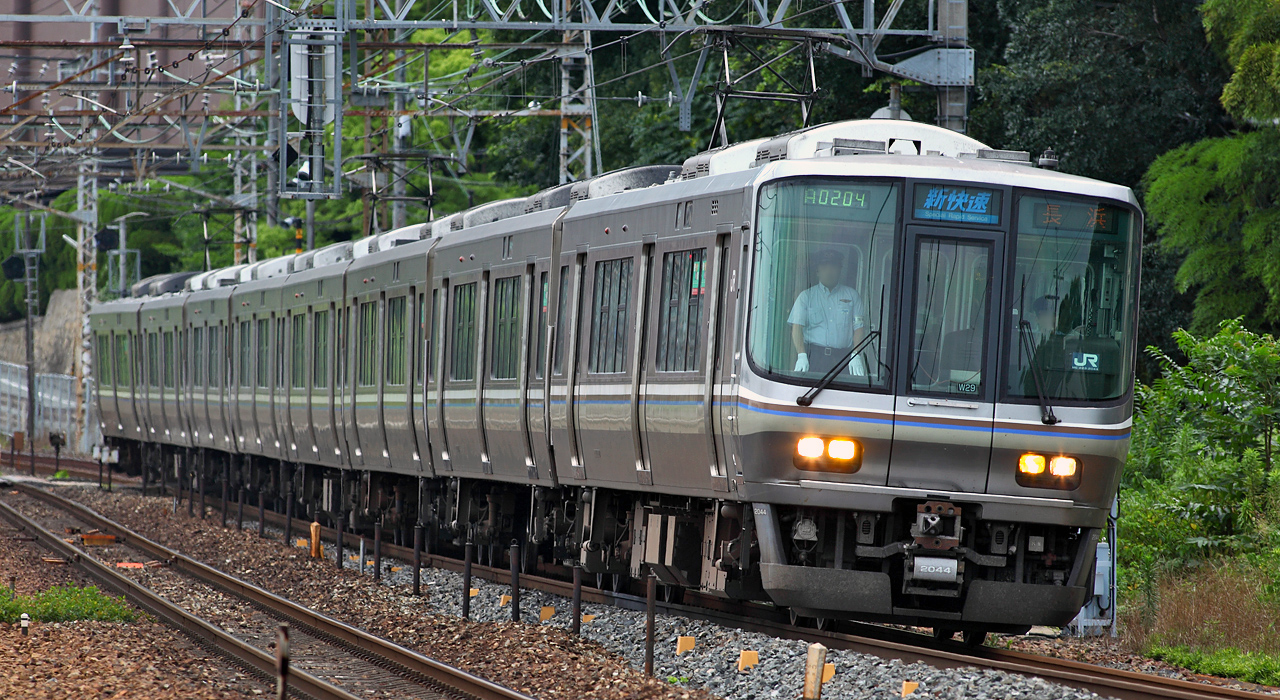
série 223
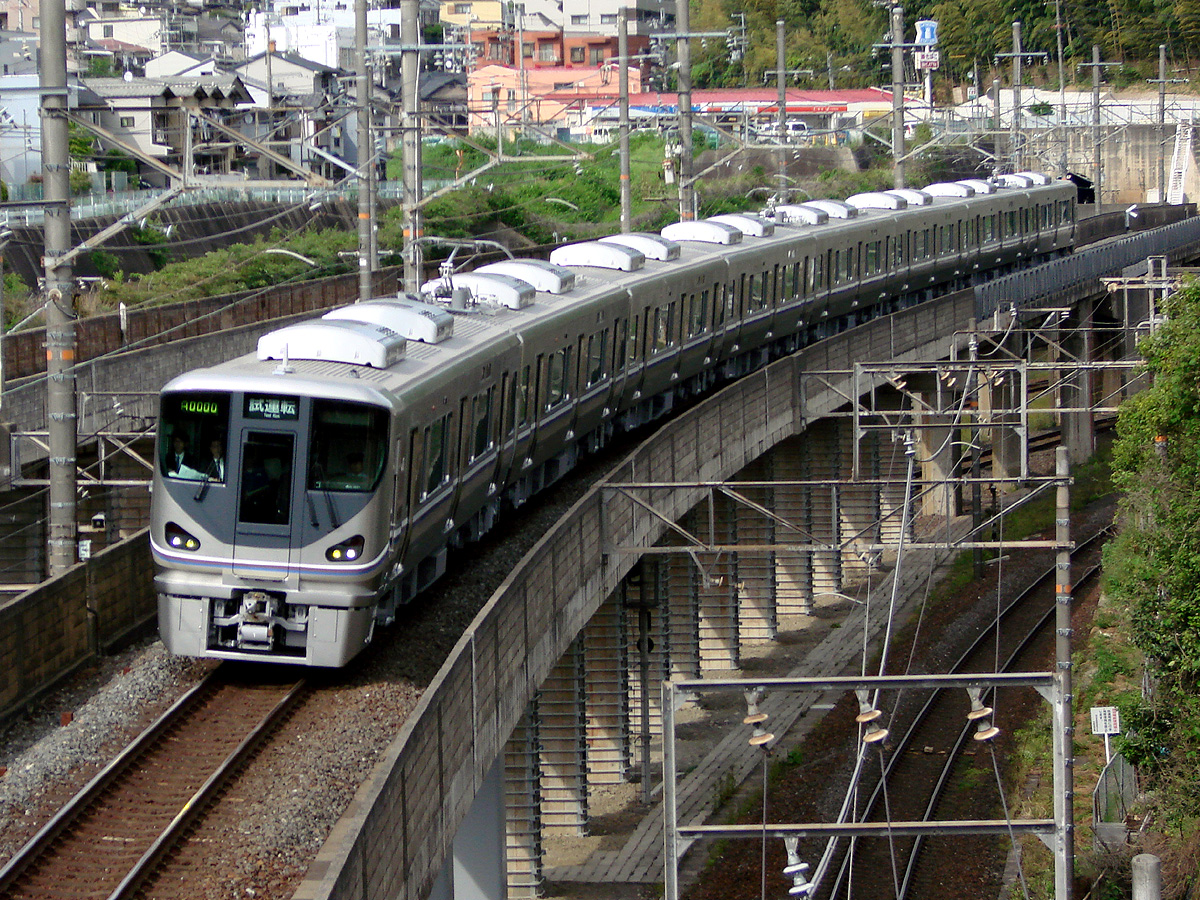
série 225

- série 113
- série 115
- série 117
- série 213
- série 221
- série 223
- série 225

### Ancien Service

#### Électrique
- série 32
- série 40
- série 42
- série 51
- série 80
- série 103
- série 105
- série 123
- série 153
- série 475/457

- série 80
- série 103
- série 105
- série 123
- série 153
- série 475/457

#### Diesel

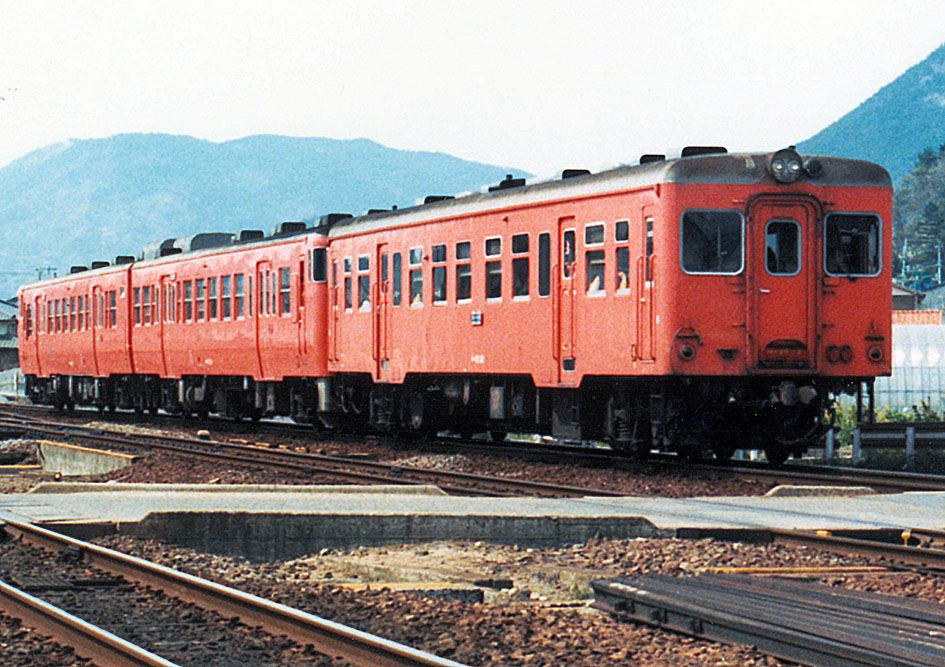
KiHa 10
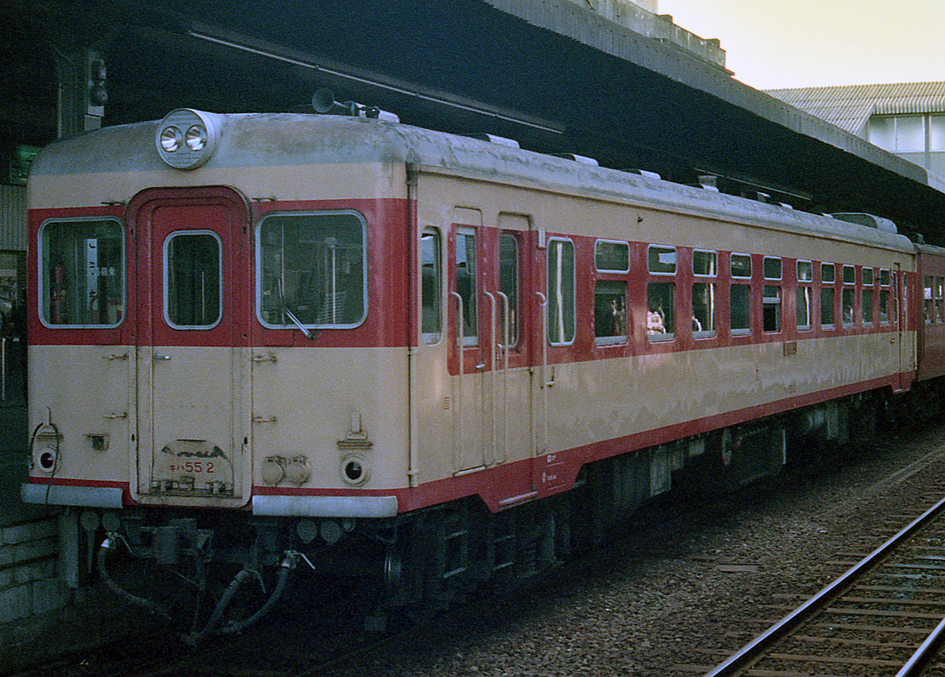
KiHa 20
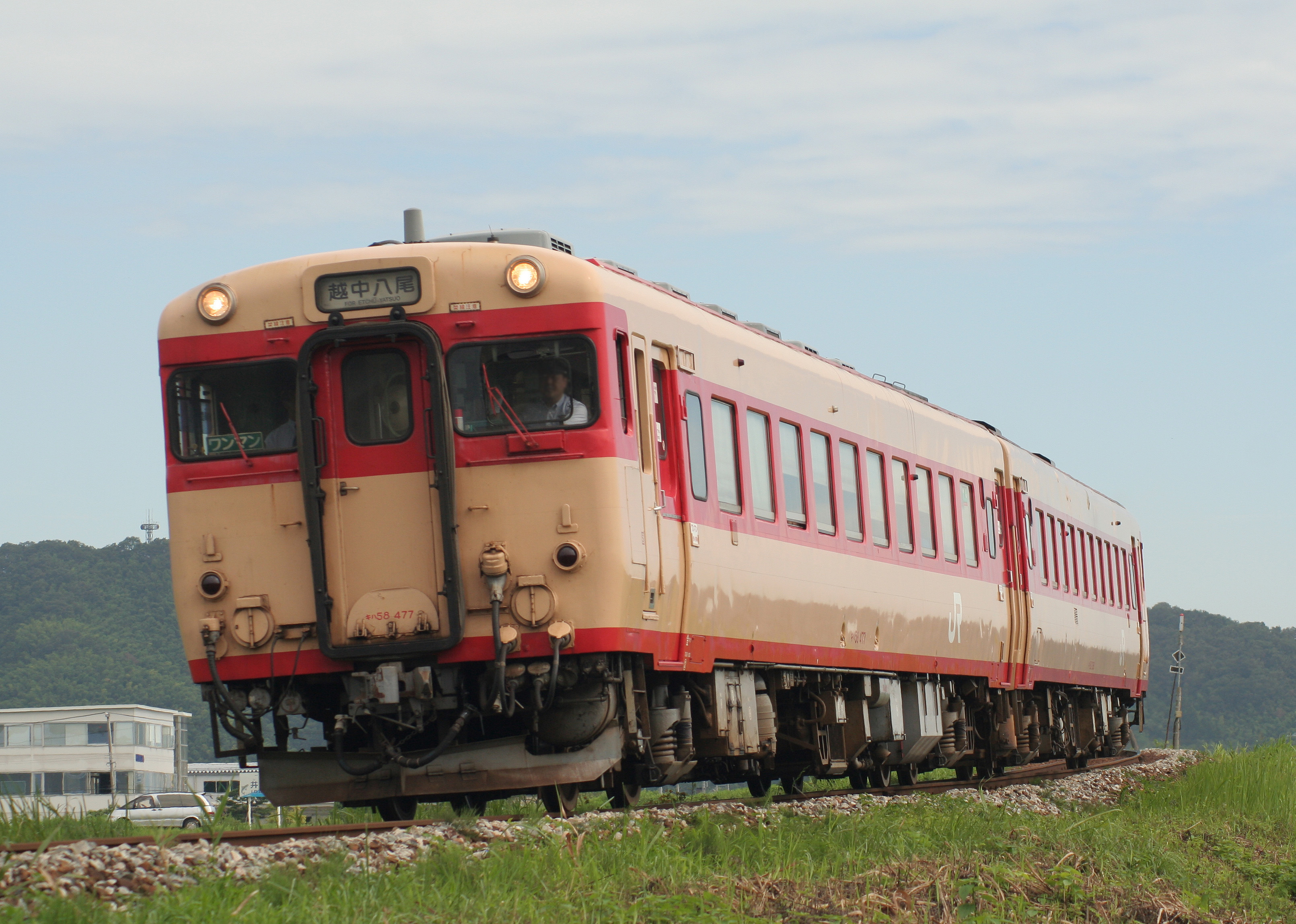
KiHa 55
- KiHa 58

- KiHa 20
- KiHa 55
- KiHa 58

#### Locomotive à vapeur

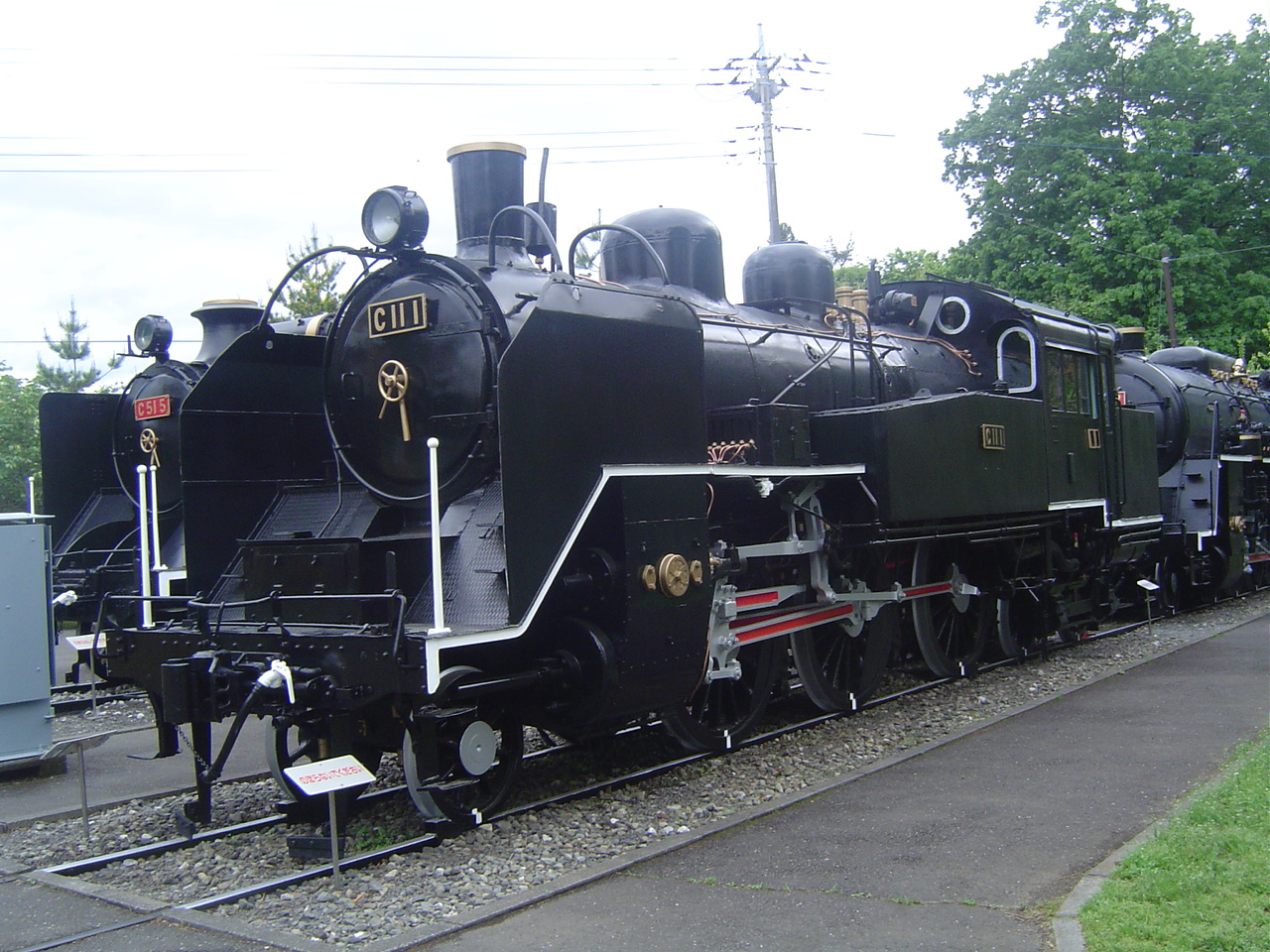
classe C11
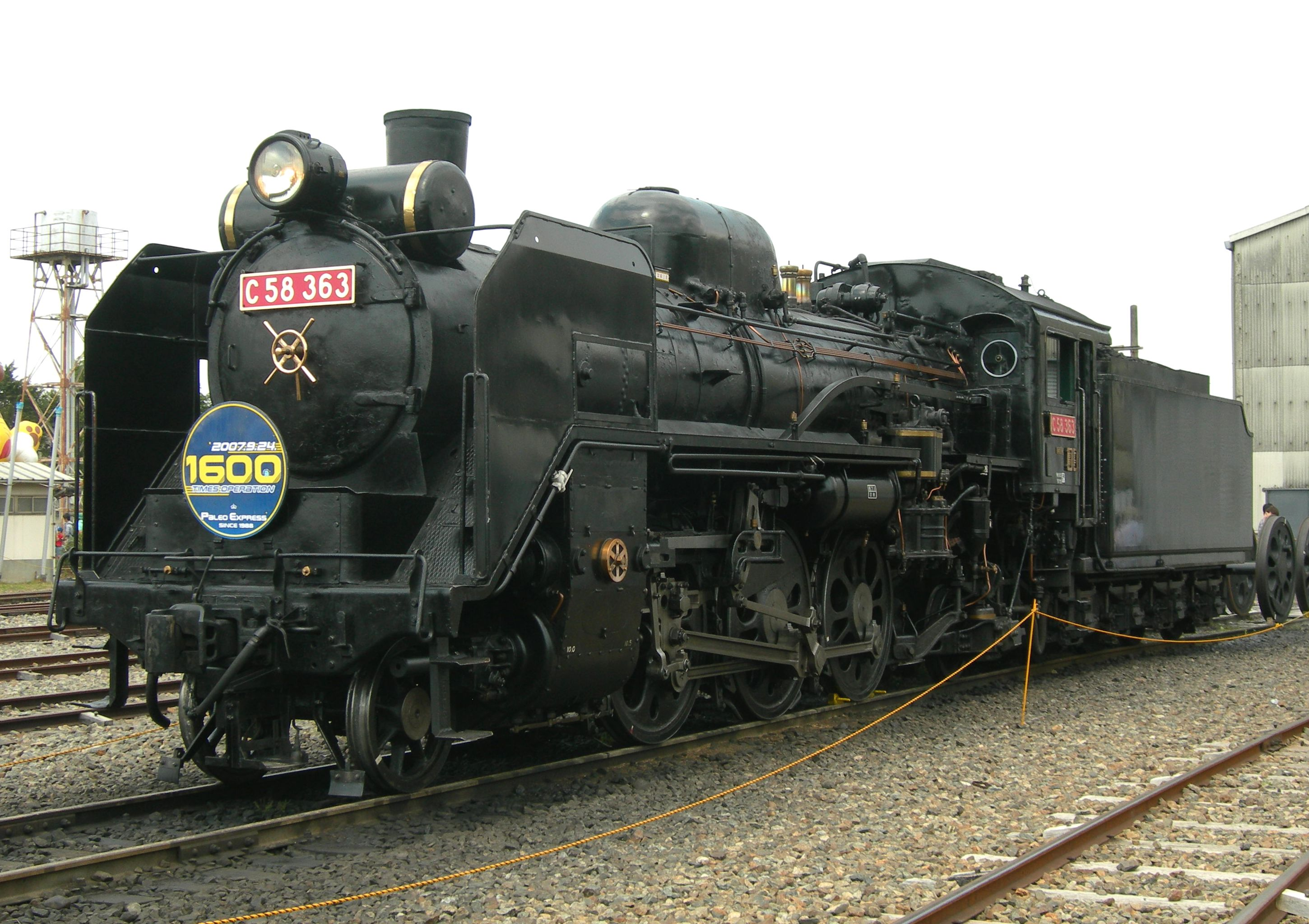
classe C58

- classe C11
- classe C58